# Atonement (Killswitch Engage)
Atonement è l'ottavo album in studio del gruppo musicale statunitense Killswitch Engage, pubblicato nel 2019.

## Tracce
1. Unleashed – 4:35
2. The Signal Fire (featuring Howard Jones) – 3:05
3. Us Against the World – 3:19
4. The Crownless King (featuring Chuck Billy) – 3:10
5. I Am Broken Too – 2:39
6. As Sure as the Sun Will Rise – 2:49
7. Know Your Enemy – 3:51
8. Take Control – 3:44
9. Ravenous – 2:52
10. I Can't Be the Only One – 4:09
11. Bite the Hand That Feeds – 4:48

## Formazione
Killswitch Engage
- Jesse Leach – voce
- Adam Dutkiewicz – chitarra, cori
- Joel Stroetzel – chitarra, cori
- Mike D'Antonio – basso
- Justin Foley – batteria

Ospiti
- Howard Jones – voce in The Signal Fire
- Chuck Billy – voce in The Crownless King